# Flotte du Levant
Pour les articles homonymes, voir Flotte (homonymie) et Levant.
La flotte du Levant est, sous l'Ancien Régime, l'ensemble des navires de la Marine royale française destinés aux opérations navales (suprématie navale, protection des convois, lutte contre la piraterie) en Méditerranée. Elle est l'alter ego de la flotte du Ponant, basée en Manche et dans l'Atlantique.

## Arsenaux
D'abord basée à Fréjus, la flotte s'installe au tout début du XVIIe siècle dans deux arsenaux spécialisés :
- à Marseille, pour les galères (de 1665 à 1750)

- et à Toulon, pour les vaisseaux.

## Navire amiral

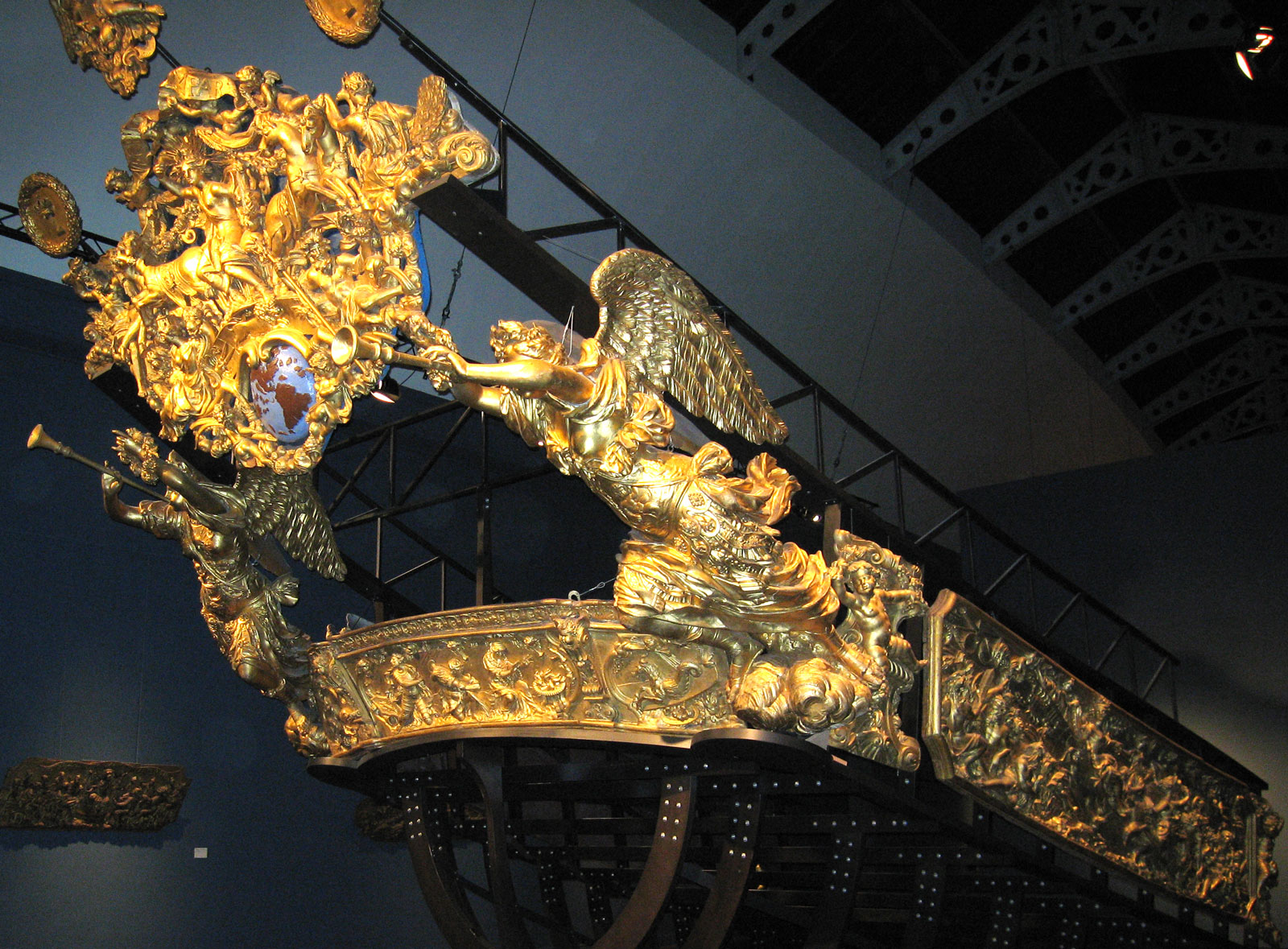
Poupe de la galère Réale de Louis XIV.

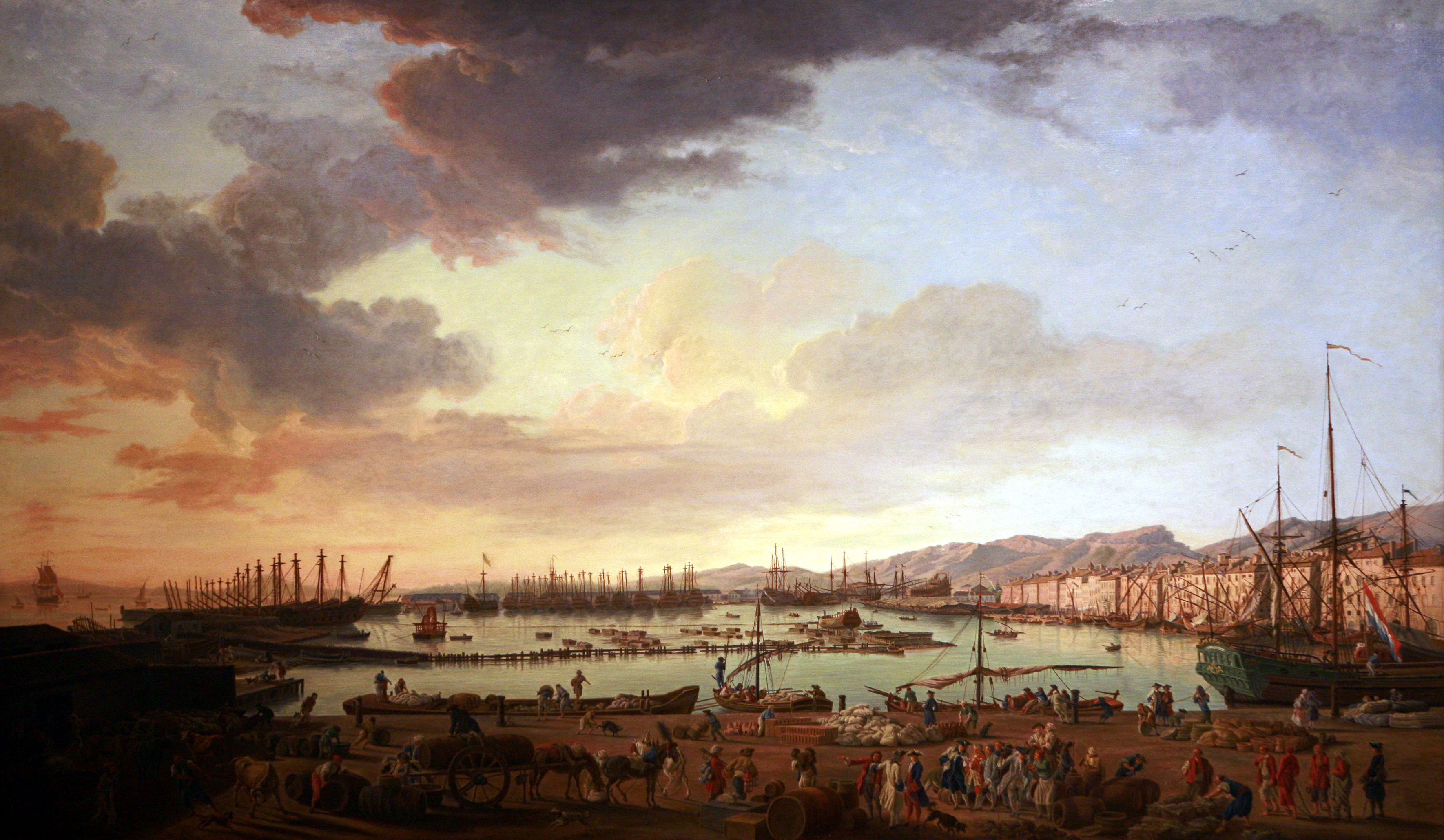
Vue générale du port de Toulon au milieu du XVIIIe siècle.

La galère-amirale est traditionnellement la Réale, portant la marque du général des galères (sa poupe dorée est exposée au musée national de la Marine).
Pour les vaisseaux, l'amiral est toujours la plus puissante unité présente à Toulon, soit sous Louis XIV les Royal-Louis de 110 canons construits en 1667 et en 1692 (vaisseaux dont les batteries sont peintes en rouge, les gaillards en bleu et le tout souligné par de la dorure), et sous Louis XVI le Majestueux de 110 canons construit en 1780 puis le Commerce-de-Marseille de 118 canons construit en 1788.

## Vice-amiraux
Les commandements des deux flottes (Ponant et Levant) sont confiés le 12 novembre 1669 à deux vice-amiraux.
Pour la flotte du Levant, les commandants, le plus souvent honorifiques, sont énumérés ci-dessous : en effet, si Tourville commande effectivement la flotte lors des batailles du règne de Louis XIV, ses successeurs ne servent plus à la mer car, à deux exceptions près (le premier et le dernier), ils sont trop âgés. Ainsi pendant la majeure partie du XVIIIe siècle, les escadres sont confiées aux lieutenants généraux des armées navales.
- Le premier vice-amiral du Levant est Anne Hilarion de Costentin, comte de Tourville, nommé seulement en 1689 (Louis XIV espérait, en vain, l'abjuration de Duquesne, qui meurt en 1688), en 1701.
- François-Louis Rousselet, marquis de Châteaurenault, de 1701 (à 63 ans) à 1716,
- Alain-Emmanuel, marquis de Coëtlogon, de 1716 (à 70 ans) à 1730.
- Charles, marquis de Sainte-Maure, de 1730 (à 75 ans) à 1744.
- Gaspard de Goussé de La Roche-Allard, en 1745 (à 81 ans, il meurt une semaine plus tard).
- Vincent de Salaberry de Benneville, en 1750 (à 86 ans).
- Pierre Blouet de Camilly, de 1751 (à 85 ans) à 1753.
- Jean-André Barrailh, de 1753 (à 82 ans) à 1762.
- Emmanuel-Auguste de Cahideuc, comte Dubois de La Motte, de 1762 (à 79 ans) à 1764.
- Claude-Louis, marquis de Massiac, de 1764 (à 78 ans) à 1770.
- Anne-Antoine, comte d'Aché de Marbeuf, de 1770 (à 69 ans) à 1780.
- Charles-Alexandre Morell, comte d'Aubigny, de 1780 (à 81 ans) à 1781.
- Aymar-Joseph, comte de Roquefeuil, de 1781 (à 67 ans) à 1782.
- Henri-François de La Rochefoucauld, comte de Cousages, de 1782 (à 64 ans) à 1784.
- Louis-Armand-Constantin de Rohan, prince de Montbazon, de 1784 (à 52 ans) à 1792.

## Administration

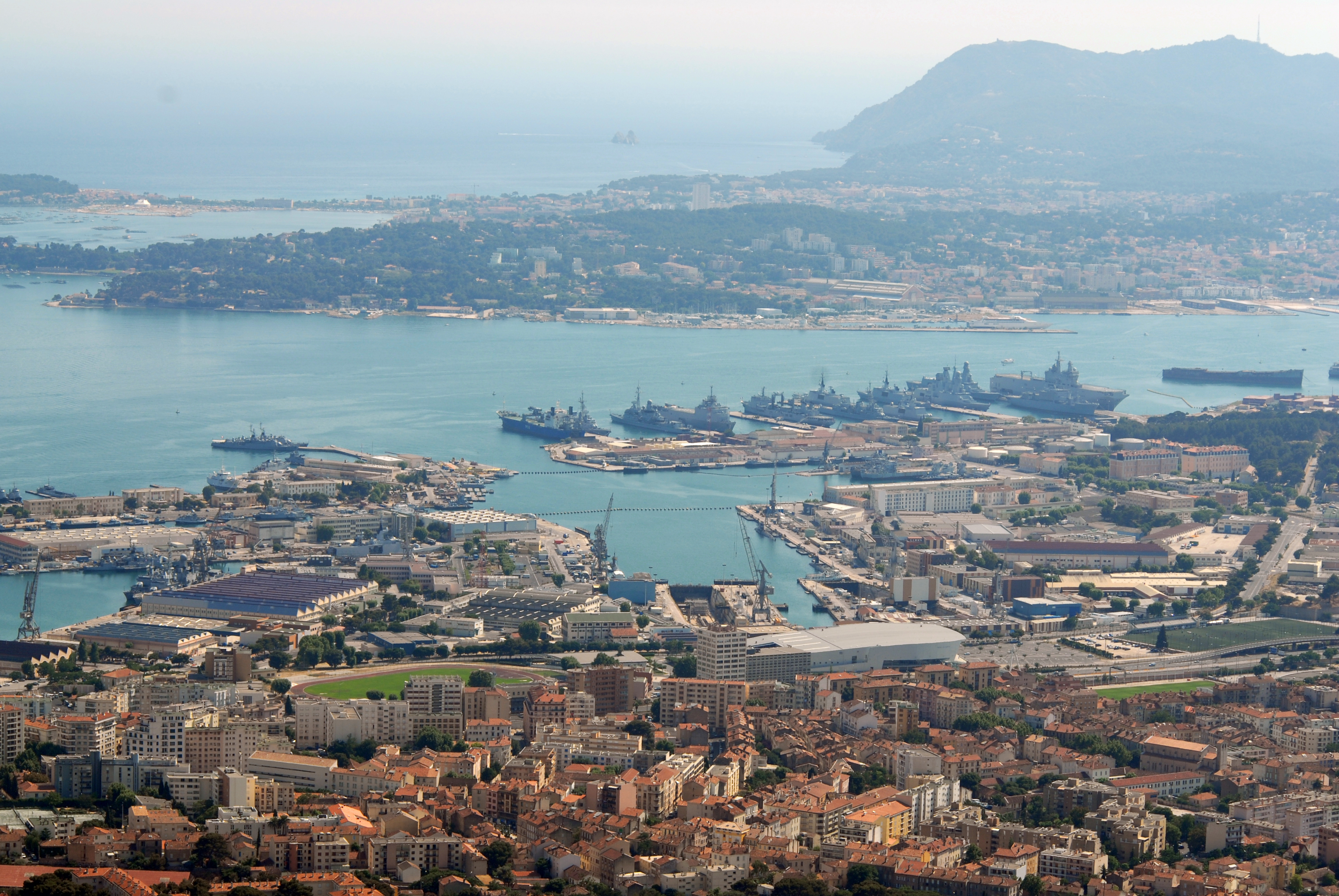
Photo du port de Toulon.

La flotte du Levant est rebaptisée à partir de la Révolution française « escadre de la Méditerranée ». Elle est presque anéantie successivement lors du siège de Toulon (l'arsenal est brûlé) et des batailles d'Aboukir et de Trafalgar.
Le terme de flotte du Levant est repris temporairement sous la Restauration et la monarchie de Juillet.
Elle est nommée Escadre de la Méditerranée entre 1839 et 1982.
Son lointain descendant est actuellement l’administration du commandant en chef pour la Méditerranée.